# 漢普頓堡 (紐約州)
漢普頓堡（英語：Hamptonburg）是一個位於美國紐約州奧蘭治縣的鎮。

## 人口
根據2020年美國人口普查的數據，漢普頓堡的面積為69.85平方千米，當中陸地面積為69.30平方千米，而水域面積為0.55平方千米。當地共有人口5489人，而人口密度為每平方千米79人。